# یوسف سکور
یوسف سکور (انگلیسی: Youssef Sekour؛ زادهٔ ۲۷ فوریهٔ ۱۹۸۸) بازیکن فوتبال اهل فرانسه است.
از باشگاه‌هایی که در آن بازی کرده‌است می‌توان به باشگاه فوتبال نانت، باشگاه فوتبال سدان، باشگاه فوتبال بوردو، باشگاه فوتبال الفتح، باشگاه فوتبال لیلستروم، و باشگاه فوتبال لیرسه اشاره کرد.
وی همچنین در تیم ملی فوتبال زیر ۲۰ سال مراکش بازی کرده‌است.